# Rafał Wolski
Rafał Wolski (Kozienice, 1992. november 10. –) lengyel válogatott labdarúgó, a Radomiak középpályása.

## Pályafutása

### Klubcsapatban
Pályafutását a Jastrząb Głowaczów (2001–2008) és a Legia Warszawa (2008–2010) utánpótláscsapataiban kezdte. A Legia felnőtt csapatában 2010-ben debütált.

### A válogatottban
Utánpótlásszinten szerepel a lengyel U20-as válogatottban. A felnőtt válogatottban 2012. május 22-én mutatkozhatott be egy Lettország elleni barátságos mérkőzésen.
Az Európa-bajnoki keretszűkítést követően a szövetségi kapitány Franciszek Smuda nevezte őt a 2012-es Eb-re készülő 23 fős keretébe.